# 柯尼希斯海姆
柯尼希斯海姆是德国巴登-符腾堡州的一个市镇。总面积4.36平方公里，总人口565人，其中男性293人，女性272人（2011年12月31日），人口密度130人/平方公里。